# Sugarloaf Mountain (Maryland)

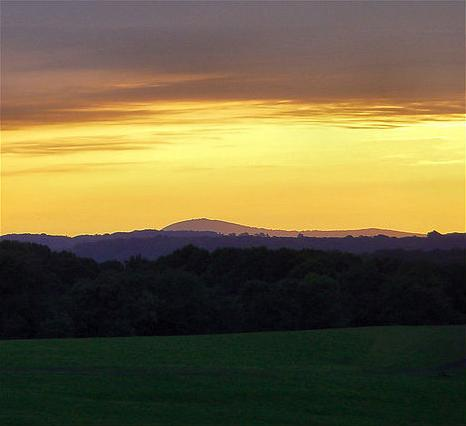
De berg bij zonsondergang

Sugarloaf Mountain is een berg van het type inselberg in Frederick County in de Amerikaanse staat Maryland. De berg en het park liggen ongeveer 16 kilometer ten zuiden van Frederick. De dichtstbijzijnde plaats is Barnesville dat gesitueerd is aan de voet van de berg. De berg heeft een hoogte van 391 meter boven zeeniveau en de piek van deze relatief lage berg is 244 meter hoger dan het omliggende akkerland. Vanwege zijn geologische en natuurlijke historie werd de berg in 1969 aangewezen als National Natural Landmark.

## Geschiedenis
Tijdens de Maryland-veldtocht van de Amerikaanse Burgeroorlog in 1862 werd de top gebruikt als observatiepost en signaalstation.
In de vroege jaren 1900 kocht Chicago-zakenman Gordon Strong aanzienlijke gronden op en rond de berg. In 1925 stelde de architect Frank Lloyd Wright, in opdracht van Strong, een Automobile Objective voor op de top van de berg, maar dat nooit werd uitgevoerd.
President Franklin Delano Roosevelt overwoog even om Sugarloaf te gebruiken als zijn presidentiële buitenverblijf, maar hij werd door Gordon Strong overgehaald de nabijgelegen Shang-Ri-La locatie te kiezen op de Catoctin Mountain, wat tegenwoordig bekendstaat als Camp David.
In 1947 zette Gordon Strong een fonds op om de paden en andere toeristische faciliteiten op de berg in stand te houden. De berg en de directe omgeving blijven open voor het publiek, maar ze zijn in particulier eigendom zijn van Stronghold, Incorporated.

## Geologie
Sugarloaf Mountain is een voorbeeld van een inselberg - een geïsoleerde heuvel of kleine berg die abrupt uitstijgt boven het licht glooiende of platte omliggende land. Het lijkt ofwel een uitschieter naar het oosten van het belangrijkste massief van Catoctin Mountain of een overblijfsel van de oude Appalachia-landmassa.
Het fundament is het kwartsiet uit het Neder-Cambrium, een massief wit kwartsiet ingebed met zachtere sericiete kwartsiet, leisteen en fylliet.

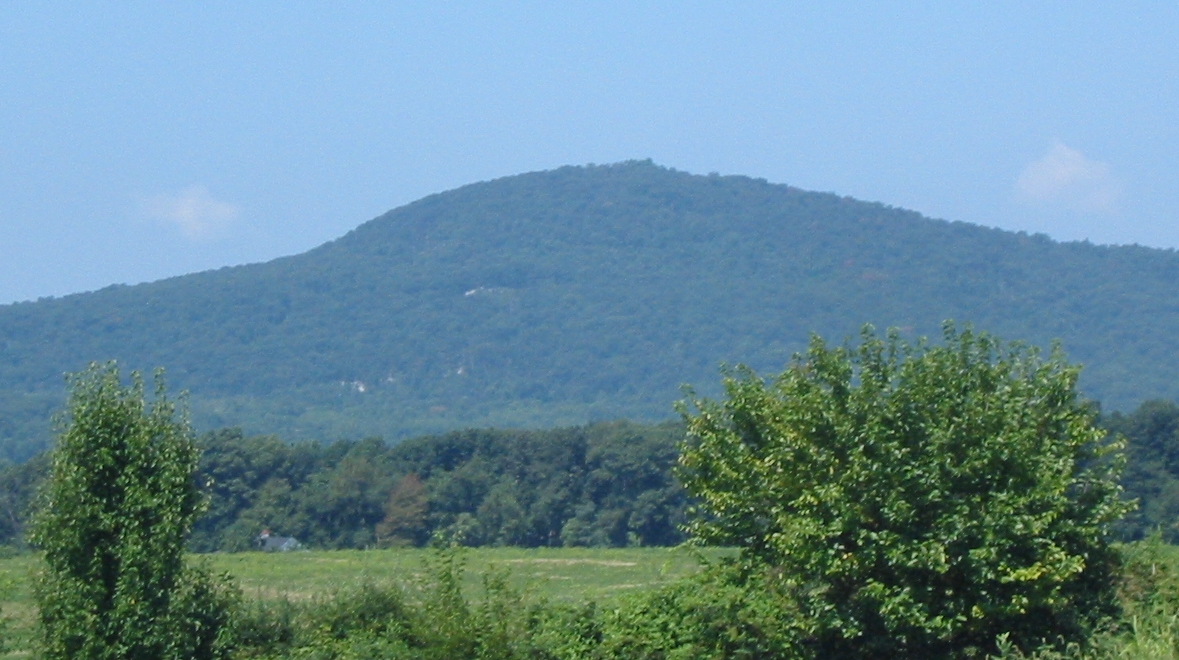
Zicht op de berg van een afstand van 4 km richting het oosten
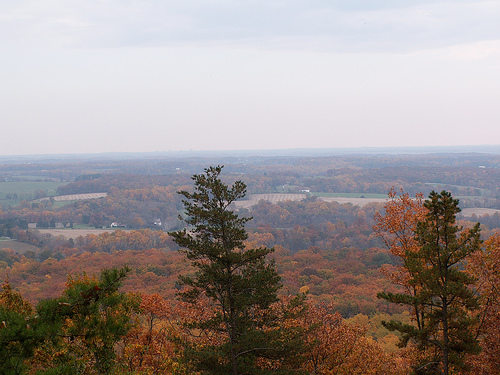
Zicht op de top tijdens de herfst
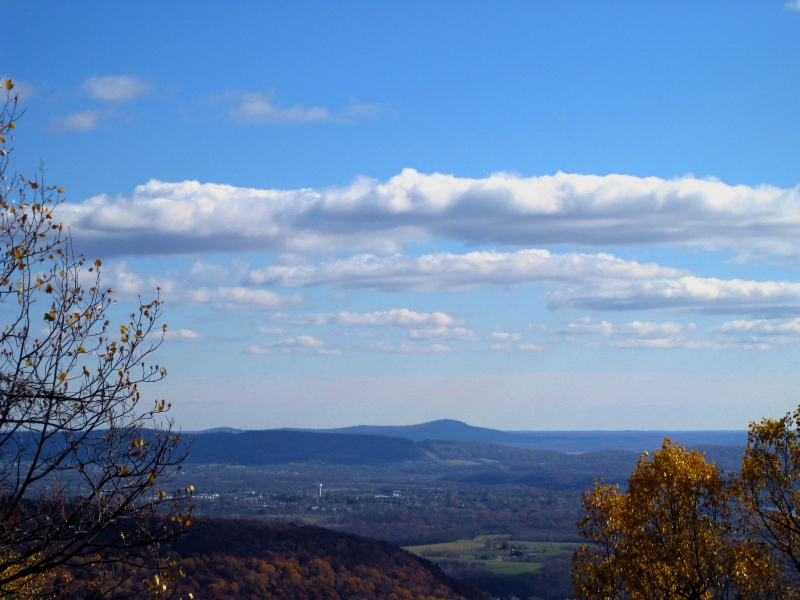
Sugarloaf Mountain gezien vanaf Maryland Heights
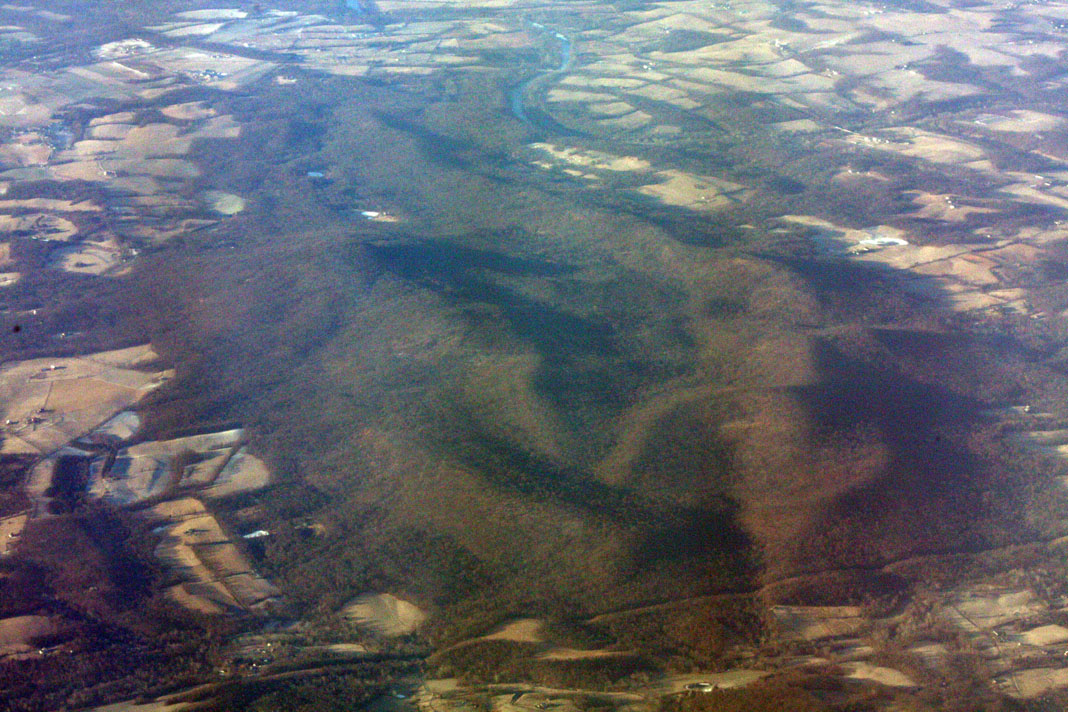
Scheve luchtfoto van Sugarloaf Mountain, kijkende op het zuidwesten in januari 2009